# Ludolf-Hermann von Alvensleben

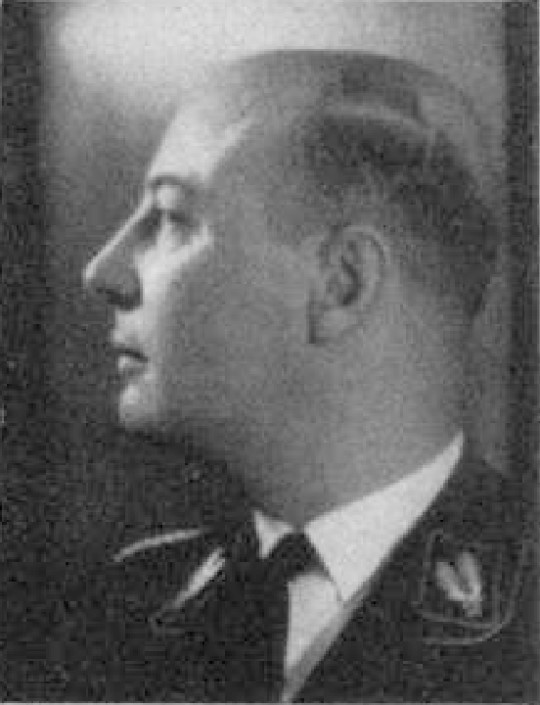
Ludolf-Hermann von Alvensleben, Porträtfoto aus dem Reichstags-Handbuch 1934

Ludolf-Hermann Emmanuel Georg Kurt Werner von Alvensleben, meist nur Ludolf von Alvensleben, auch genannt Bubi von Alvensleben, (* 17. März 1901 in Halle (Saale); † wahrscheinlich am 1. April 1970 in Santa Rosa de Calamuchita, Provinz Córdoba, Argentinien) war ein deutscher NSDAP-Reichstagsabgeordneter, SS-Gruppenführer sowie Generalleutnant der Polizei und Waffen-SS. Dem zum Tode Verurteilten werden zahlreiche Verbrechen während des Zweiten Weltkriegs zur Last gelegt, für die er nie zur Rechenschaft gezogen wurde, weil er nach Argentinien flüchtete.

## Leben

### Herkunft und Ausbildung
Ludolf-Hermann von Alvensleben entstammte der niederdeutschen Adelsfamilie von Alvensleben. Er war der Sohn des preußischen Generalmajors Ludolf von Alvensleben (1844–1912) und dessen Ehefrau Antoinette, geborene von Ricou (* 30. Dezember 1870 in Darmstadt; † 23. Mai 1950 in Halle (Saale)).
Von 1911 bis 1918 gehörte er dem preußischen Kadettenkorps an. 1918 trat er in das Magdeburgische Husaren-Regiment Nr. 10 ein, ohne jedoch noch im Ersten Weltkrieg zum Einsatz zu kommen. 1920 war er für sechs Wochen Mitglied eines Freikorps in Halle (Saale). Zwischen 1923 und Juli 1929 gehörte er dem Stahlhelm an.
Nach Kriegsende absolvierte Alvensleben eine Landwirtschaftslehre. Schon im Dezember 1912 hatte er das seit 1849 verpachtete Rittergut Schloss Schochwitz im Mansfelder Seekreis geerbt. Von 1923 bis 1928 pachtete er das Rittergut Storkau in der Altmark. 1928 übernahm er selbst die Bewirtschaftung von Schochwitz, das zu dieser Zeit hochverschuldet war. Er bezeichnete sich selbst als Herr auf Schochwitz, Krimpe und Wils.
Am 3. Mai 1924 heiratete er die aus einer alten Frankfurter Patrizierfamilie stammende und in den Briefadel nobilitierte Melitta von Guaita (* 17. April 1905 in Demmin; † N.N.1991), Tochter des Leon von Guaita. Von ihm pachtete Alvensleben auch zeitweise ein bei Dahme/Mark gelegenes Restrittergut Glienig mit der Größe von 172 ha, mit 50 ha Waldbesitz. Diese kleine Begüterung wurde durch einen Verwalter geführt. Aus der Ehe der von Alvensleben-Schochwitz gingen vier Kinder hervor. André Germain hat ihren Charme und ihre zerbrechliche Grazie in einem seiner Bücher beschrieben. Ludolf-Hermann von Alvensleben hatte außerdem (mindestens) einen außerehelichen Sohn mit dem Namen Guntram Weber, der durch den Lebensborn betreut wurde.

### Mitglied der NSDAP
Zum 1. August 1929 trat Ludolf-Hermann von Alvensleben in die NSDAP (Mitgliedsnummer 149.345) und SA ein. Er leitete bis 1930 die Eislebener NSDAP-Ortsgruppe, zudem war er zwischen 1. Dezember 1929 und 25. März 1934 Bezirks- und Kreisleiter im Mansfelder Industriegebiet. Von 1930 bis 1933 gab er die nationalsozialistische Zeitung „Der Mansfelder“ heraus und war Parteiredner der NSDAP. In der SA organisierte er ab Juli 1931 die Motor-SA im Gau Halle-Merseburg. Im Februar 1932 trat er aus der SA aus. Zwischen 1930 und Januar 1933 wurde Alvensleben mehrfach verurteilt, unter anderem wegen eines Verkehrsdelikts und 1931 in Eisleben wegen Beleidigung des sozialdemokratischen Landrats Wilhelm Koch (1880–1954).

### 1933 bis 1939

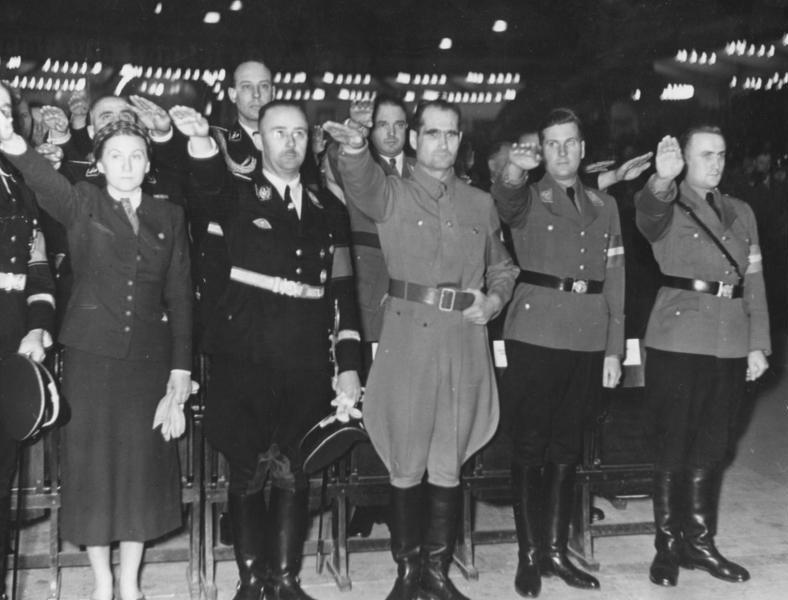
Großkundgebung des Landdienstes der Hitler-Jugend am 13. Februar 1939 im Berliner Sportpalast. V. l. n. r.: Die Reichsfrauenführerin Gertrud Scholtz-Klink, der Reichsführer SS Heinrich Himmler, der Stellvertreter Hitlers Rudolf Heß, der Reichsjugendführer Baldur von Schirach und HJ-Obergebietsführer Arthur Axmann, hinter Himmler SS-Oberführer Ludolf von Alvensleben, Himmlers Adjutant

Am 12. Februar 1933 leitete Alvensleben den Überfall von 600 meist bewaffneten SS- und SA-Leuten auf eine Arbeitersporthalle und ein von der KPD genutztes Gebäude in Eisleben. Bei diesem „Eisleber Blutsonntag“ starben vier Menschen, 24 weitere wurden schwer verletzt. Von Februar 1933 bis zum 31. Mai 1933 war er kommissarischer Landrat im Stadtkreis Eisleben. Von März 1933 bis April 1934 war Alvensleben Mitglied des Kreistages und Kreisausschusses in Eisleben sowie des Provinziallandtages der preußischen Provinz Sachsen. Vom 5. März bis zum 14. Oktober 1933 gehörte er zudem dem Preußischen Landtag an. Ab dem 12. November 1933 war Alvensleben Mitglied des im nationalsozialistischen Deutschen Reich bedeutungslosen Reichstages.
In der NSDAP war Alvensleben von 1933 bis zum 25. März 1934 Gauinspekteur West für den Gau Halle-Merseburg. Am 5. April 1934 trat er in die SS ein (SS-Nummer 177.002). Als SS-Obersturmbannführer übernahm er die SS-Standarte 46 in Dresden. Am 22. August 1934 erteilte Himmler als „Reichsführer SS“ Alvensleben einen „strengen Verweis“, da dieser im April 1934 in Leipzig eine Frau beleidigt habe. Da er wieder in der Nähe seines Gutes Schochwitz sein wollte, übernahm er am 1. Oktober 1935 die Führung der SS-Standarte 26 in seiner Geburtsstadt Halle. Am 20. September 1936 wechselte er zur Führung des SS-Abschnitts X nach Stuttgart, am 1. Juli 1937 in gleicher Funktion zum Abschnitt XXXIII in Schwerin. In der SS hatte Alvensleben am 30. Januar 1937 den Rang eines Oberführers erreicht, nachdem er schon am 20. April 1936 Standartenführer geworden war.
Vom 14. November 1938 bis zum 31. Januar 1941 arbeitete Alvensleben als Erster Adjutant des Reichsführers SS, Heinrich Himmler. Faktisch endete Alvenslebens Tätigkeit als Adjutant Himmlers bereits am 9. November 1939.

### Im Zweiten Weltkrieg

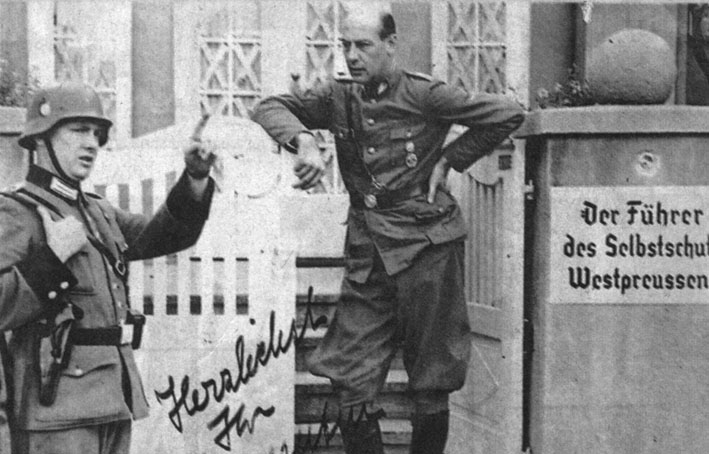
Ludolf von Alvensleben, Führer des „Volksdeutschen Selbstschutzes“ in Westpreußen, Bromberg 1939

Nach dem Überfall auf Polen war Alvensleben vom 9. September bis zum 22. November 1939 Leiter des sogenannten Volksdeutschen Selbstschutzes in Westpreußen. Diese aus Angehörigen der Deutschen Minderheit in Polen unter Führung der reichsdeutschen SS gebildeten Einheiten waren für die Ermordung oder Vertreibung tausender polnischer Bürger verantwortlich, unter anderem in Fordon. Alvensleben berichtete am 17. September 1939 an Himmler: „Die Arbeit macht, Reichsführer, wie Sie sich ja denken können, eine riesige Freude. […] Leider wird nicht so durchgegriffen, wie es nötig wäre und zwar liegt das an den sogenannten Kriegsgerichten und an den Ortskommandanten der Wehrmacht, die Reserveoffiziere und aufgrund ihrer bürgerlichen Berufe zu schwach sind.“ Alvensleben war auch einer der Hauptverantwortlichen für die Massaker von Piaśnica, die zwischen 10.000 und 13.000 Menschen das Leben kosteten.
Am 3. November 1939 eignete sich Alvensleben im damaligen Reichsgau Wartheland Güter in Eichenbarleben (pl.: Rucewo) und Kleineichenbarleben (pl.: Rucewko) bei Güldenhof an, die sich zuvor in jüdischem Besitz befunden hatten. Alvensleben fungierte bis Juni 1943 als „Treuhänder“, dann als „Geschäftsführer“ der Güter. Gegenüber Himmler begründete er dies damit, dass er seine Schwester mit fünf unmündigen Kindern unterstützen müsse. Schon 1937 hatte die SS die beträchtlichen Schulden Alvenslebens beglichen.
Von Dezember 1939 bis Dezember 1940 war Alvensleben zum Stab des Höheren SS- und Polizeiführers (HSSPF) „Ost“, Friedrich-Wilhelm Krüger, in Krakau im Generalgouvernement kommandiert. Während dieser Zeit wurde er vom 25. April 1940 bis zum 10. Juni 1940 zum SS-Regiment „Germania“ der Waffen-SS einberufen. Am 23. Mai 1940 wurde Alvensleben in der Waffen-SS zum SS-Hauptsturmführer der Reserve befördert.
Von Februar 1941 bis Mai 1941 war Alvensleben Dienststellen des Reichssicherheitshauptamtes zugeordnet. Ab dem 22. Oktober 1941 übernahm er in Tschernigow im Norden der Ukraine den Posten des SS- und Polizeiführers (SSPF). Am 19. November 1941 wechselte er als SSPF Taurien nach Simferopol auf die Krim. Am 1. Januar 1942 zum Generalmajor der Polizei befördert, übernahm Alvensleben vom 6. Oktober 1943 bis zum 11. Februar 1944 die Funktion des SSPF in Nikolajew. Formell war er von Oktober bis Dezember 1943 Höherer SS- und Polizeiführer (HSSPF) „Schwarzes Meer“ bei der Heeresgruppe A, trat diesen Dienst jedoch nie an. Alvenslebens Aufenthalt in der Ukraine war von „Saufgelagen“ und häufigem Urlaub gekennzeichnet. Während seiner Amtszeit in Simferopol kam es zu Massenexekutionen, unter anderem ließ er nach Fertigstellung einer Straße die dafür eingesetzten jüdischen Zwangsarbeiter erschießen.
Am 9. November 1943 zum SS-Gruppenführer und Generalleutnant der Polizei befördert, wurde Alvensleben am 19. Februar 1944 Amtsnachfolger von Udo von Woyrsch als Höherer SS- und Polizeiführer in Dresden und Führer des dortigen SS-Oberabschnitts „Elbe“. In diesem Oberabschnitt befand sich Alvenslebens hochverschuldetes Rittergut in Schochwitz. Unter Ausnutzung seiner dienstlichen Stellung ging Alvensleben gegen Carl Wentzel, einen seiner Gläubiger und Besitzer des Gutes in Teutschenthal, vor. Bei der Alvensleben unterstellten Sicherheitspolizei gingen mehrere anonyme Denunziationen gegen Wentzel ein, ehe dieser im Zusammenhang mit dem Attentat vom 20. Juli 1944 verhaftet wurde und Alvensleben sein Gut wieder übernehmen konnte. Wentzel hatte nach dem Attentat Carl Friedrich Goerdeler in seinem Jagdhaus in Gorenzen verborgen und wurde am 20. Dezember 1944 hingerichtet. In mehreren Briefen an Himmler beteuerte er, „wie unangenehm ihm doch dieses merkwürdige Zusammentreffen sei.“ Bei Kriegsende flüchtete Alvensleben, der am 1. Juli 1944 noch zum Generalleutnant der Waffen-SS ernannt worden war, von Dresden Richtung Westen.

### Flucht nach Argentinien

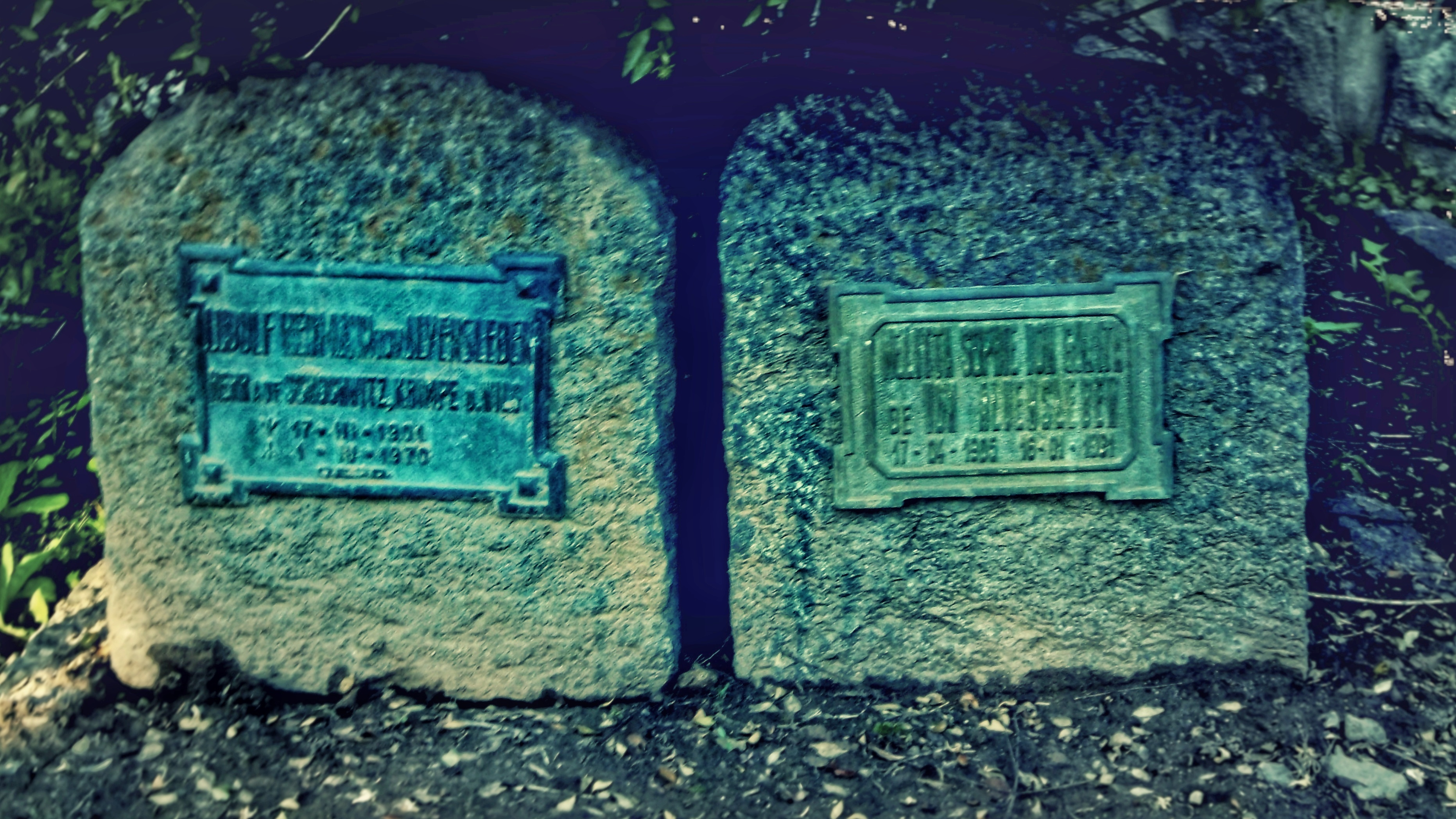
Gräber von Ludolf von Alvensleben (links) und seiner Frau Melitta Sophie von Guaita (rechts) in Santa Rosa de Calamuchita, Córdoba, Argentinien.

Im April 1945 geriet Alvensleben in britische Kriegsgefangenschaft. Ende 1945 gelang ihm die Flucht aus dem Internierungslager Neuengamme. Nach kurzem Aufenthalt in Schochwitz setzte sich Alvensleben 1946 mit seiner Familie über die „Rattenlinien“ nach Argentinien ab. Unter dem Namen Carlos Lücke lebte er bis Juli 1956 in Buenos Aires, dann zog er nach Santa Rosa de Calamuchita. Seit dem 27. November 1952 argentinischer Staatsbürger, war er als Inspektor der Fischzucht am Herrero-See tätig.
1957 nahm Alvensleben an der Gesprächsrunde von Willem Sassen teil, zu der auch Adolf Eichmann gehörte. Ein Protokoll ist erhalten.
Versuche der Strafverfolgung hatten für Alvensleben keine Konsequenzen: Ein im polnischen Thorn in Abwesenheit Alvenslebens durchgeführter Prozess endete mit der Todesstrafe. Am 31. Januar 1964 erließ das Amtsgericht München Haftbefehl wegen der Tötung von mindestens 4247 Polen durch Einheiten des Volksdeutschen Selbstschutzes unter Alvenslebens Kommando im Herbst 1939: „Mit schärfsten Maßnahmen mußte vorgegangen werden gegen 4247 ehemalige polnische Staatsangehörige“, hatte Alvensleben am 5. Oktober 1939 nach Berlin gemeldet. Ein Prozess in München fand nicht statt.

## Filme über Alvensleben
- Spielfilm: Die Fahne von Kriwoj Rog, 1967
- Dokumentarfilm: Mit „Bubi“ heim ins Reich, 1999/2000
- Dokumentarfilm: Die Kinder der Herrenrasse. Organisation Lebensborn, 2009
- Dokumentarfilm: Das Lebensborn-Projekt. Die Kinder der Herrenrasse, BBC 2012, mit einem anonym gezeugten Sohn Ludolf von Alvenslebens